# Giacomo Rossi
Giacomo Rossi est un poète, traducteur et librettiste italien émigré à Londres au début du XVIIIe siècle.

## Biographie
Giacomo Rossi a écrit des livrets d'opéra pour Georg Friedrich Haendel : Il pastor fido et Silla.
Il a traduit en italien le livret de l'opéra Rinaldo, écrit en anglais par Aaron Hill ; c'est de lui que John Mainwaring tient l'information selon laquelle Haendel en aurait composé la musique en deux semaines.